# Marcel Kerff
Marcel Kerff (Voeren, 2 de junho de 1866 - Voeren, 7 de agosto de 1914) foi um ciclista profissional que defendeu as cores da Bélgica.

## Participações no Tour de France
- Tour de France 1903: 6.º colocado na classificação geral